# Jacobs (marque)
Ne doit pas être confondu avec la marque anglaise Jacob's.
Pour les articles homonymes, voir Jacobs.
Jacobs est une marque commerciale de café appartenant depuis 2014 au groupe néerlandais Jacobs Douwe Egberts.

## Histoire
Créée en 1895 en Allemagne par Johann Jacobs (de), qui ouvre à l'âge de 26 ans un café à Brême, la marque est développée par Klaus Johann Jacobs, qui reprend l'entreprise en 1970. Il se porte acquéreur de la marque française de café Jacques Vabre, puis prend le contrôle en 1982 de l'entreprise Grand'Mère, possédant les marques Grand'Mère et Carte Noire. La même année a lieu une fusion avec la société suisse Interfood (Chocolat Suchard, Milka, Toblerone, Sugus) pour former Jacobs Suchard.
Deux grosses acquisitions viennent compléter le portefeuille de marques : le cacao Van Houten en 1986 et le groupe américain de bonbons Brach's (en) en 1987.
En 1990, Jacobs Suchard passe entre les mains de Philip Morris, qui possède également, via sa filiale Kraft General Foods, les marques de café Maxwell House et Kenco. La marque Jacobs est ensuite intégrée à sa filiale alimentaire européenne, Kraft Jacobs Suchard, lors de sa création en 1993 par fusion de Kraft General Foods Europe et de Jacobs Suchard.
Alors que Kraft Foods, devenu indépendant en 2007, s'est scindé en deux parties en 2012, la marque Jacobs a rejoint l'entité Mondelēz International.
En 2014, Douwe Egberts fusionne avec les activités dans le café de Mondelēz International dont fait partie la marque Jacobs. Mondelēz acquiert 49 % de la nouvelle entité ainsi que 5 milliards de dollars. La nouvelle entité, dirigée par les cadres dirigeants de Douwe Egberts, prendra pour nom Jacobs Douwe Egberts.
En 2023, à la suite de l’invasion de l'Ukraine par la Russie, le groupe Jacobs Douwe Egberts arrête la commercialisation de ses marques internationales en Russie, pour les remplacer par des marques locales : Jacobs est remplacé par Monarch, marque reprenant les mêmes codes visuels.

## Commercialisation
La marque Jacobs est présente en Allemagne, en Georgie, en Bulgarie, en Suisse, en Autriche, en Pologne, en Russie, en Ukraine, en Roumanie, en Grèce, en Hongrie, en République Tchèque, en Serbie, en Slovaquie, en Lettonie, en Lituanie et en Turquie[source insuffisante].